# Kasper Hvidt
Kasper Hvidt (født 6. februar 1976 i København) er en dansk tidligere håndboldspiller, som senest spillede i KIF Kolding København. Han kom til klubben efter at hans gamle klub AG København var gået konkurs. Han havde en af hovedrollerne i forhandlingerne om at skabe et hold med gamle AG København spillere og de spillere, som var i KIF Kolding.
Han har tidligere spillet for den spanske klub FC Barcelona. 

## Håndboldkarriere
Kasper Hvidt er målmand og er flere gange blevet omtalt blandt verdens allerbedste. Således blev han udnævnt til All-Star holdet som bedste målmand, ved slutrunden EM i håndbold 2008. Han var i en årrække førstevalg på det danske landshold, hvor han flere gange har været medvirkende til at sikre holdet gode resultater, blandt andet under EM i Schweiz 2006 og VM i Tyskland 2007 samt ikke mindst under EM i Norge 2008, hvor han havde en redningsprocent på 40 og spillede 471 ud af 480 minutter. Han debuterede på landsholdet i 1996 og nåede at spille 219 landskampe, inden han stoppede sin landsholdskarriere efter EM i 2010.
Oprindelig spillede Kasper Hvidt i BK Ydun på Frederiksberg, senere i FIF. Sidste danske stop inden han tog til udlandet var Ajax. Siden 1997 har han spillet i forskellige udenlandske klubber, primært i Spanien. Han startede udlandskarrieren i den tyske storklub TBV Lemgo. Efterhånden som han blev bedre, er han skiftet til stadig større klubber, og han spillede 2004-2007 i Portland San Antonio, der regnes blandt verdens allerbedste. Her var han klubkammerat med bl.a. Lars Jørgensen og kroaten Ivano Balić. I 2007 skiftede Kasper til en anden spansk topklub, FC Barcelona. I sommeren 2009 skiftede han til FCK.
Ved siden af sin aktive karriere har Kasper Hvidt også deltaget i organisatorisk idrætsarbejde. Han sidder i Team Danmark og DIFs Aktivkomite i perioden 2005-08 og i bestyrelsen for Håndbold Spiller Foreningen.
Kasper Hvidt har mange gange overvejet at stoppe karrieren. I første fik han dog et attraktivt tilbud fra det nye stjernehold AG København(ca 2010), hvilket gav ham en del mere tid derhjemme og i hverdagen. På dette tidspunkt valgte han også at stoppe sin landsholdskarriere. Efter denne klubs konkurs i 2012 fulgte Hvidt flere af sine holdkammerater til KIF Kolding København, hvor det er blevet til fem sæsoner, inden han meddelte, at han stopper sin aktive karriere fuldstændig med udgangen af sæsone 2016-17.

## Største sejre
Kasper Hvidt har som spiller været med til at skabe følgende resultater:
| Ademar Leon                     |
| ------------------------------- |
| Asobal League (2000-2001)       |
| Copa del Rey (2001-2002)        |
| Portland San Antonio            |
| Asobal League (2004-2005)       |
| Asobal Super Cup (2005-2006)    |
| FC Barcelona                    |
| Pirineo League (2007-08)        |
| Danmarks Herrehåndboldlandshold |
| EM-bronze (Sverige, 2002)       |
| EM-bronze (Slovenien, 2004)     |
| EM-bronze (Schweiz, 2006)       |
| VM-bronze (Tyskland, 2007)      |
| EM-guld (Norge, 2008)           |

## Senere karriere
Efter afslutning af sin håndboldkarriere er Hvidt blevet coach for Counter Strike-holdet Astralis. I fritiden træner han ungdomshold hos Københavns Håndboldklub.